# Dolní Valtinov (zámek)
Zámek Dolní Valtinov (či také zámek Velký Valtinov) je někdejší barokně přestavěný zámek. Nachází se v obci Velký Valtinov, jižně od Jablonného v Podještědí v severovýchodní části okresu Česká Lípa. Je chráněn jako kulturní památka České republiky.

## Historie

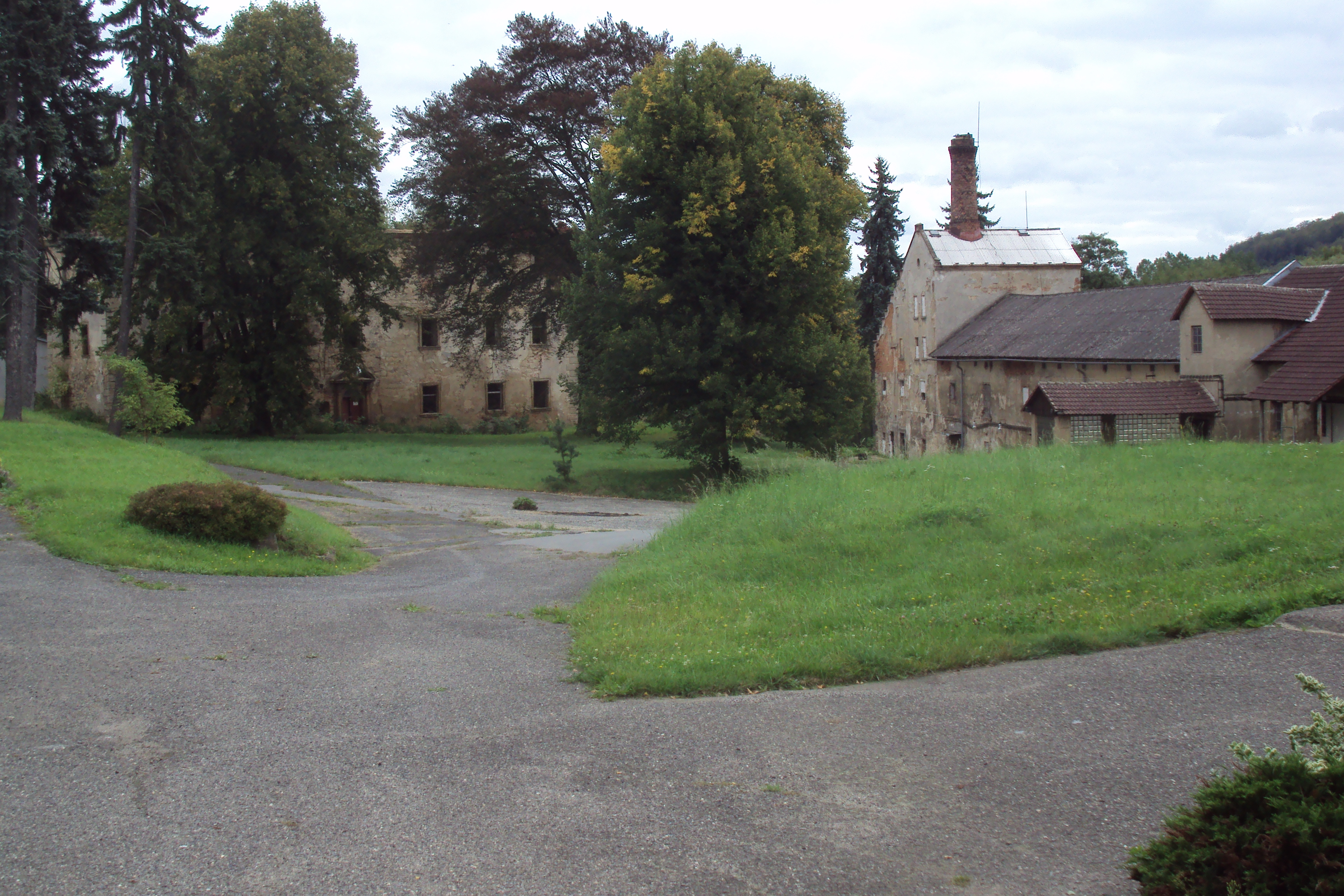
Areál zámeckého parku

Zámek vznikl přestavbou panského domu (tvrze) v obci Dolní Valtinov, po sloučení s Horním Valtinovem, částí obce Velký Valtinov. Po požáru roku 1983 je v havarijním stavu na uzamčeném pozemku již nefunkční místní továrny na výrobu sýrů.
Z let 1395-1399 pochází zprávy o existenci gotické tvrze Blektů. Blektové z Útěchovic zde zůstali přes 200 let, psali se i z Valtinova, po jejich nuceném odchodu se vlastníci vsi střídali, mezi majiteli panství byli např. také Donínové.
Tvrz byla postupně upravována a pak kolem roku 1600 přestavěna na renesanční jednokřídlý panský dům. V té době byl vlastníkem sídla Jan Jiří Blekta z Útěchovic (dle internetových zdrojů Adam Blekta).
V letech 1728 až 1729 byl renesanční dvůr Janem Jáchymem Pachtou z Rájova přestavěn na zámek v barokním slohu, přičemž byla zachována původní část stavby s klenbami v přízemí a sgrafity. Zámek byl zvýšen o jedno patro s klenutým přízemím a přibyla také malá věž.
Po roce 1940 byla v blízkosti zámku postavena tavírna sýrů a celý areál, včetně zámku a malého parku, byl oplocen. V roce 1983 zámek vyhořel, což znamenalo počátek jeho dlouhodobého chátrání. Ještě v roce 2019 byl objekt bývalého zámku označen na katastru nemovitostí jako "stavba pro výrobu a skladování" v majetku soukromé firmy se sídlem v Liberci.

## Přístupnost
Zřícenina zámku (Valtinov čp. 40) je uzavřena v oploceném a uzamčeném areálu, objekt je nepřístupný. Poblíž jsou jak zastávka autobusů, tak železniční zastávka Velký Valtinov na trati 086 z České Lípy do Liberce. Po přilehlé silnici je vedena cyklotrasa 3045. Trasa pro pěší turisty kolem zámku nevede.